# Liste der Bodendenkmäler in Fensterbach
Auf dieser Seite sind die Bodendenkmäler in der Oberpfälzer Gemeinde Fensterbach zusammengestellt. Diese Tabelle ist eine Teilliste der Liste der Bodendenkmäler in Bayern. Grundlage ist die Bayerische Denkmalliste, die auf Basis des Bayerischen Denkmalschutzgesetzes vom 1. Oktober 1973 erstmals erstellt wurde und seither durch das Bayerische Landesamt für Denkmalpflege geführt wird. Die folgenden Angaben ersetzen nicht die rechtsverbindliche Auskunft der Denkmalschutzbehörde.

## Bodendenkmäler in Fensterbach
| Lage                              | Objekt | Akten-Nr.     | Bild           |
| --------------------------------- | --- | ------------- | -------------- |
| (Standort)                        | Vorgeschichtliche Siedlung. | D-3-6538-0003 |                |
| Kirchgasse 4 (Standort)           | Archäologische Befunde und Funde im Bereich der katholischen Kirche St. Margareta in Högling, darunter die Spuren von Vorgängerbauten bzw. älteren Bauphasen.                      | D-3-6538-0073 |                |
| Dorfstraße 16 (Standort)          | Archäologische Befunde und Funde im Bereich der katholischen Expositurkirche St. Michael in Wolfring, darunter die Spuren von Vorgängerbauten bzw. älterer Bauphasen.              | D-3-6538-0076 | weitere Bilder |
| Schlossstraße 4 (Standort)        | Archäologische Befunde im Bereich von Schloss Wolfring, zuvor mittelalterliche Burg.                                                                                               | D-3-6538-0077 | weitere Bilder |
| Sankt-Ulrich-Straße 16 (Standort) | Archäologische Befunde und Funde im Bereich der katholischen Kirche St. Wolfgang, Ulrich und Martin in Dürnsricht, darunter die Spuren von Vorgängerbauten bzw. älterer Bauphasen. | D-3-6538-0080 | weitere Bilder |
| (Standort)                        | Frühneuzeitliche Wüstung Klausen. | D-3-6538-0084 |                |